# Nekomimi
Un Nekomimi (猫耳, lit. Orelles de gat) és un personatge normalment femení que presenta característiques d'un gat, tals com a orelles, cua o algun altre tret felí en un cos humà. Els nekomimi són un element de ficció, principalment trobats en el manga i anime japonès. També és freqüent trobar aquest tipus de personatges en gèneres com el hentai i yaoi. La seva contrapart masculina són denominats catboy o neko-boy, encara que el terme abasta a tots dos sexes per igual.

## Etimologia
La paraula nekomimi deriva de les paraules neko (猫, gat) i mimi (耳, orelles). En adaptacions occidentals solen anomenar-se catgirl o neko-girl. En certes sèries de manga i anime, també s'ha fet comú la utilització de personatges masculins amb característiques felins i s'ha normalitzat el terme de nekomimi com un unisex. A un personatge masculí que presenta trets de gat en un cos humà se l'anomena catboy o neko-boy, que prové de l'anglès cat (gat) i boy (noi).

## Història

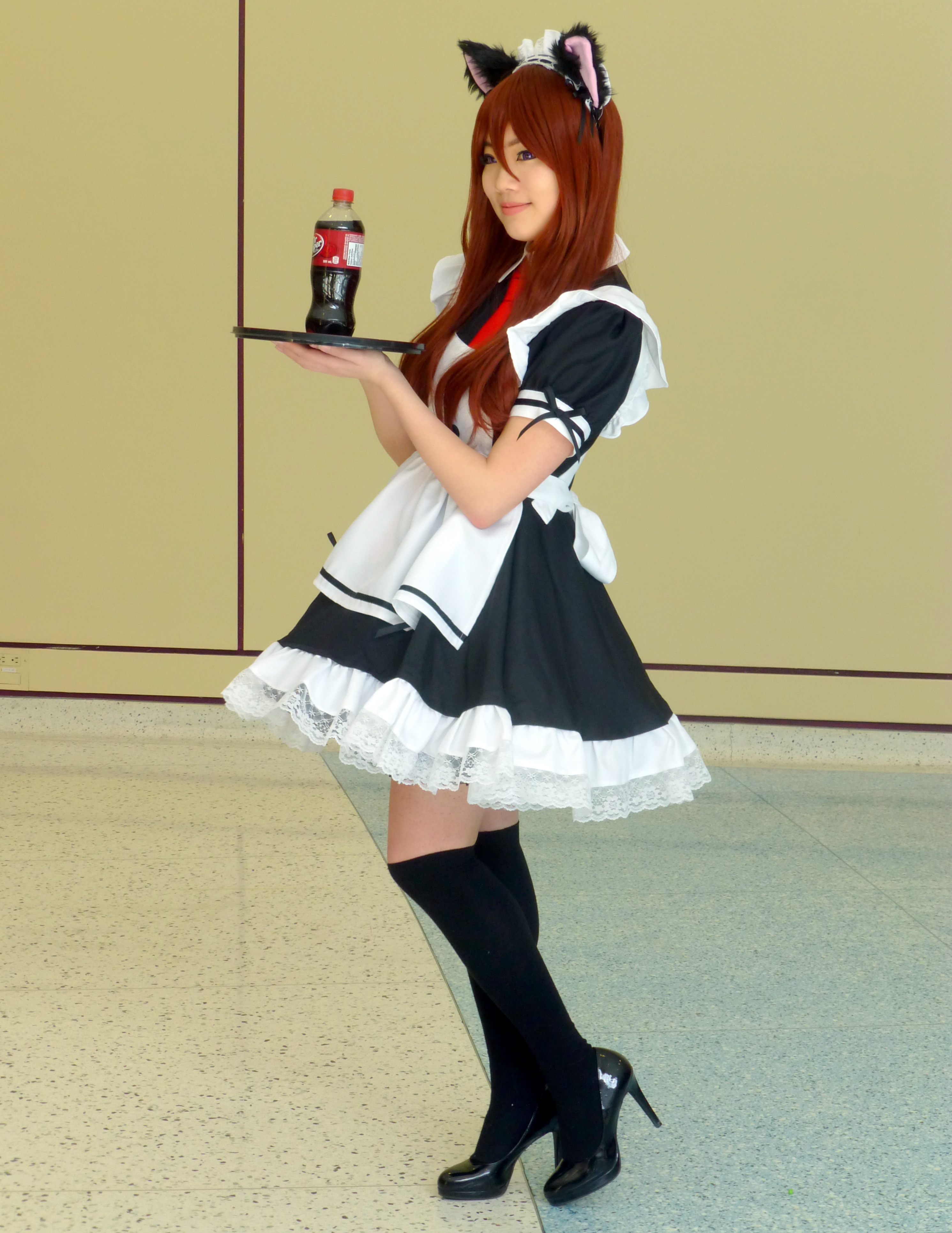
Cosplay d'un personatge nekomimi.

L'origen de la nekomimi s'associa amb diferents personatges pertanyents a la mitologia egípcia i el folklore del Japó.
Les deesses egípcies Sekhmet (deessa amb cap de lleó) i Bastet (deessa amb cap de gat, que podia adquirir la forma d'un gat domèstic), ambdues deesses amb característiques felines.
En el folklore japonès, s'esmenta l'existència d'un gat que posseïa habilitats naturals anomenat bakeneko (化け猫, gat monstre), el qual evolucionava d'un gat comú en adquirir certa edat, pes o si la seva cua es mantenia llarga, aquesta es bifurcava i es convertiria en un nekomata (猫又, gat bifurcat). El nekomata en particular, podia caminar sobre les seves potes posteriors, posseir el cos de les persones i robava la seva identitat o involucrar-se amb els morts.
Es considera a Catwoman, el personatge fictici de DC Comics de la franquícia de Batman, com la primera catgirl, encara que únicament utilitza una disfressa i no posseeix característiques naturals d'un gat. Catwoman apareix per primera vegada en 1940. Osamu Tezuka és considerat com el primer creador de l'autèntica catgirl en els 50's, disparan la popularitat d'aquest element en el manga japonès. En dècades següents van aparèixer sèries de manga que incloïen en elles nekomimi com GeGeGe no Kitarō, Tòquio Mew Mew i Loveless (en aquest últim també s'incorporen personatges masculins nekomimi).

### Característiques
Els trets distintius d'una nekomimi són les seves orelles, la seva cua i, en alguns casos, les seves urpes. Sol representar-se a la catgirl amb les característiques d'un gat domèstic: hàbil, bufona i tendra, la qual cosa converteix al cosplay d'una catgirl en alguna cosa molt popular entre dones. Els accessoris de cosplay d'aquest tipus inclouen bandes, diademes, fermalls d'orelles de gat, cues, collarets de cascavells, guants i calçat en forma d'urpes. Les catgirls són freqüentment representades amb l'onomatopeia del miolar del gat en japonès nyā (にゃあ) i amb disseny tipus bishojo.
Les catgirl és un tipus de kemonomimi molt popular. Els gats, conills i guineus solen relacionar-se amb el kemonomimi femení, mentre que el masculí inclou regularment gossos i llops, com Inuyasha. El kemonomimi masculí i els catboys es troben de manera freqüent en el yaoi.